# Fujiyoshida, Yamanashi
Fujiyoshida (富士吉田市 Fujiyoshida-shi) là một thành phố thuộc tỉnh Yamanashi, Nhật Bản.